# Пупање
Пупање представља један од облика ослобађања вирусних честица из ћелије, при чему се ћелија сама не разграђује. Вирус пупањем напушта станицу умотан у комадић њене мембране. Ако имуни систем не препозна ћелију која избацује вирус, таква ћелија може да избаци вирус тако што се годинама укида, као што је случај код људи који су "носиоци" хепатитиса.